# 谷田部陣屋
谷田部陣屋（やたべじんや）は、常陸国筑波郡谷田部（現在：茨城県つくば市谷田部）にあった谷田部藩の陣屋で藩庁である。

## 概要
藩祖は細川藤孝（幽斎）の次男、細川興元である。兄の細川忠興と上手くいかず、慶長5年（1600年）関ヶ原の戦いの後に細川氏を出奔し、徳川秀忠に召し出され、慶長15年（1610年）下野国茂木藩にて1万石を与えられ諸侯に列した。
その後興元は大坂の陣にて戦功を挙げ、元和2年（1616年）常陸国内に6千2百石を加増され、元和5年（1619年）に細川興昌によって陣屋が谷田部に築かれ、茂木の陣屋から移転した。敷地面積は約6,800坪（約22,400m2）、建物は約120坪（約396m2）であった。明超寺を大手門前に移動させ、その跡に陣屋を整備した。
小藩のため宗家の熊本藩に財政面で頼らざるを得なかった。
最後の藩主である第9代細川興貫は陣屋を茂木に移し、戊辰戦争で明治政府軍として参戦している。移転後も谷田部支庁として利用され、廃藩置県後は筑波郡役所となった。

## 遺構
陣屋址は谷田部小学校の敷地となり、遺構としては御殿玄関が公民館玄関として小学校前に移築されている。改修が多く施されているものの、細川氏の九曜紋が屋根に残されている。また、陣屋門が市内北中妻の民家に移築されている。

## 交通
首都圏新都市鉄道つくばエクスプレスみどりの駅より、牛久駅行き路線バス乗車、「谷田部中央」下車、徒歩5分。